# Liste des sites Ramsar au Burundi
Cet article recense les zones humides du Burundi concernées par la convention de Ramsar.

## Statistiques
La convention de Ramsar est entrée en vigueur au Burundi le 5 octobre 2002.
En janvier 2020, le pays compte quatre sites Ramsar, couvrant une superficie de 785,15 km2.

## Liste
| Site                               | Province                         | Notes | Date         | Superficie (km²) | Altitude (m)  | Identifiant Ramsar | Identifiant WDPA | Coordonnées                     | Photo |
| ---------------------------------- | -------------------------------- | ----- | ------------ | ---------------- | ------------- | ------------------ | ---------------- | ------------------------------- | ----- |
| Parc national de Rusizi            | Bujumbura rural                  |       | 5 juin 2002  | 106,73           | 775           | 1180               | 900788           | 3° 14′ 46″ sud, 29° 15′ 07″ est |       |
| Parc national de Ruvubu            | Karuzi, Muyinga, Ruyigi, Cankuzo |       | 14 mars 2013 | 508,00           | 1 300 - 1 800 | 2148               | 555558379        | 3° 10′ 01″ sud, 30° 19′ 59″ est |       |
| Paysage aquatique protégé du Nord  | Kirundo                          |       | 14 mars 2013 | 162,42           | 1 350 - 1 500 | 2149               | 555558381        | 2° 30′ 00″ sud, 30° 09′ 22″ est |       |
| Réserve naturelle de la Malagarazi | Makamba                          |       | 14 mars 2013 | 8,00             | 1 253 - 1 492 | 2150               | 555558380        | 3° 55′ 01″ sud, 30° 13′ 01″ est |       |